# Jeugdorkest "BMBM", Maashees
De jeugdfanfare BMBM is een Nederlands fanfareorkest bestaande uit de jeugd van de fanfarekorpsen uit de Limburgse dorpen Broekhuizen, Broekhuizenvorst en Melderslo en het Noord-Brabantse dorp Maashees.

## Geschiedenis
Het orkest ontstond in september 1968 toen op initiatief van Jos Rijken, dirigent bij de fanfares van Broekhuizen, Broekhuizenvorst, Swolgen en Vierlingsbeek, de jeugdmuzikanten van deze vier dorpen werden samengebracht in het jeugdorkest B.B.S.V. Op 8 maart 1969 was het eerste concert, en in mei daaropvolgend ging het jeugdorkest naar het Europees Muziekfestival voor de Jeugd in het Belgische Neerpelt.
In 1970 hield het orkest op te bestaan. In 1977 was er echter een herstart, met Broekhuizen, Maashees en Vierlingsbeek, onder de naam jeugdorkest B.M.V. Dit jaar werd ook voor het eerst een meerdaagse concertreis naar Luxemburg ondernomen. De jaarlijkse reizen naar Luxemburg omvatten een tiental concerten op bijvoorbeeld een camping of kerkplein of in een muziekkoepel. In de jaren tachtig maakte de jeugd van de Harmonie uit Wanroij ook deel uit van dit jeugdorkest, dat toen de naam B.M.V.W kreeg. In 1991 wisselden nog wat verenigingen met als eindresultaat dat Broekhuizen, Maashees en Broekhuizenvorst overbleven. Vanaf die tijd was het ook een jeugdfanfare, omdat er geen harmonieorkest meer aan deelnam. In 2000 sloot Melderslo zich bij de jeugdfanfare aan, vandaar de naam jeugdfanfare B.M.B.M.

## Dirigenten
- 1968-1970: Jos Rijken
- 1977-1992: Jos Rijken
- 1992-1995: John Gubbels
- 1995-2001: Gert-Jan Rongen
- 2001-2002: Chris Derikx
- 2002-2003: Gert-Jan Rongen
- 2003-2005: Esther Alofs
- 2005-2006: Maarten Rijs
- 2006-2008: Antoine van Buggenum
- 2008-2010: Bas Clabbers
- 2011-:0000 Johan Smeulders

## Discografie
- 1977 - Opname single, met op de A-kant de mars Limbra en op de B-kant de mars Over and Out
- 2002 - Opname cd Jeugdfanfare BMBM 2002

## Prijzen
- 2005 - Onder leiding van Esther Alofs 1e prijs Cum Laude op Europees Muziekfestival voor de Jeugd te Neerpelt
- 2006 - Onder leiding van Maarten Rijs meest veelbelovend jeugdorkest van het Eurofestival te Maasbracht
- 2007 - Onder leiding van Antoine van Buggenum 1e prijs Cum Laude (top 5 van Europa) op Europees Muziekfestival voor de Jeugd te Neerpelt